# كله قطار عليا (مقاطعة تشرداول)
كله‌قطار عليا (بالفارسية: کله‌قطار علیا) هي قرية تقع في قسم بيجنوند الريفي (مقاطعة تشرداول) في إيران. يقدر عدد سكانها بـ 53 نسمة .